# Andrew Tate
Emory Andrew Tate III, mais conhecido por Andrew Tate (Washington, D.C., 1 de dezembro de 1986), é um empresário, ex-kickboxer britânico-americano, sendo tricampeão mundial da modalidade. Atualmente, é uma celebridade de internet. Ele foi apelidado de o "rei da masculinidade tóxica", se autodenominou misógino e é politicamente identificado com a direita política e a extrema-direita. Em agosto de 2024, Tate estava enfrentando cinco investigações legais — três criminais e duas civis — na Romênia e no Reino Unido.
Ganhou proeminência após a sua carreira no kickboxing, através de visões amplamente consideradas controversas, oferecendo cursos pagos bem como recurso ao marketing de influência e ao seu canal de Youtube. Os comentários misóginos e discursos de ódio em várias matérias culminaram no seu banimento de várias plataformas como o Youtube, Twitter e Instagram.
Em dezembro de 2022, Tate e seu irmão Tristan foram presos na Romênia, junto com duas mulheres. Em junho de 2023, todos os quatro foram acusados de estupro, tráfico de pessoas e formação de um grupo de crime organizado para explorar sexualmente mulheres. Em julho, dois de seus acusadores supostamente se esconderam após uma campanha de assédio online e os irmãos Tate entraram com uma ação por difamação, reivindicando US$ 5 milhões em danos contra um dos acusadores. Em março de 2024, a polícia britânica obteve um mandado de prisão para os irmãos Tate como parte de uma investigação sobre estupro e tráfico de pessoas. Em julho de 2024, eles iniciaram um processo civil contra os irmãos e uma terceira pessoa por suposta sonegação fiscal. Em agosto, a polícia romena invadiu quatro propriedades de Tate e expandiu sua investigação para incluir tráfico de menores, sexo com menor, lavagem de dinheiro e tentativa de influenciar testemunhas. Tate e seu irmão negaram todas as acusações e alegações.

## Vida pessoal
Tate é filho do Mestre Internacional de Xadrez Emory Tate [en], um afroamericano, e Eileen Tate, uma mulher inglesa que trabalhou como assistente de bufê.
Em 2016, Tate ganhou notoriedade pública durante a 17ª temporada do Big Brother britânico, após o surgimento de um vídeo em que Tate parecia agredir uma mulher. Posteriormente, ele foi expulso do reality show. Tate disse que as ações foram consensuais.
Tate também ganhou notoriedade por tuítes que expunham sua visão do que poderia ser qualificado como assédio sexual em meio às acusações de abuso sexual contra Harvey Weinstein e por tuitar diversas vezes sua visão de que as vítimas de agressão sexual compartilham a responsabilidade com os agressores sexuais. Três contas do Twitter de Tate foram suspensas em momentos diferentes. Em 2021, uma conta que ele criou para evitar seu bloqueio anterior foi verificada pelo Twitter, contrariando as políticas da própria rede social. Posteriormente, a conta, que teria feito parte de uma promoção com a Bugatti, foi suspensa permanentemente e o Twitter disse que a verificação ocorreu por engano.
Em abril de 2022, o tabloideThe Daily Beast informou que a casa de Tate foi invadida pela polícia romena devido a uma investigação de tráfico humano e estupro, motivada por relatos de que uma mulher americana estava sendo mantida na propriedade de Tate contra sua vontade. As autoridades romenas encontraram duas mulheres, uma romena e uma americana, na propriedade. Em abril de 2022, as autoridades romenas disseram que a investigação ainda estava em andamento. Um porta-voz do Departamento de Estado dos EUA mencionou o sequestro relatado, mas se recusou a comentar maiores detalhes, alegando que desejava preservar sua privacidade.
Em Outubro de 2022, Tate anunciou ter-se convertido ao Islão, "a última religião verdadeira do mundo" .

## Histórico de detenções e investigações
Andrew Tate e seu irmão Tristan foram presos na Roménia sob suspeita de sequestro e violação. Andrew e Tristan Tate estavam sendo investigados desde a primavera e foram finalmente detidos depois que os promotores reuniram provas durante vários meses. A polícia e os promotores realizaram buscas em casas em Bucareste e Ilfov, detendo Andrew, Tristan e dois cidadãos romenos por suspeita de formação de uma "organização criminosa". Essa organização teria recrutado, alojado e explorado mulheres, obrigando-as a criar material pornográfico para distribuição em sites da indústria. As vítimas foram enganadas pelos britânicos, que as convenceram de que queriam casar com elas e as transportaram para prédios em Ilfov, onde foram sujeitas a violência física, mental e sexual. Até agora, seis vítimas foram identificadas e exploradas sexualmente pelo grupo criminoso. Onze carros de luxo pertencentes ou utilizados pelos suspeitos também foram descobertos.
Em 14 de janeiro de 2023, um conjunto de 15 carros de luxo, incluindo um Rolls-Royce azul, uma Ferrari, um Porsche, uma BMW, um Aston Martin e uma Mercedes, e relógios de grife e dinheiro em várias moedas foram apreendidos pelos autoridades romenas perto de Bucareste. Os carros de luxo foram mencionados por Tate durante a discussão entre ele e a ativista Greta Thunberg, que ocorreu em 27 de dezembro de 2022.
Em 20 de janeiro de 2023, um tribunal romeno prorrogou a prisão preventiva dos irmãos até 27 de fevereiro. Antes que a prorrogação fosse concedida, os advogados dos Tates disseram que estavam "otimistas" que o pedido de prorrogação do período de detenção seria negado
No dia 22 de fevereiro de 2023, o influenciador e autoproclamado misógino será mantido detido por mais 30 dias na Romênia após um tribunal em Bucareste estender sua detenção enquanto ele é investigado por alegados crimes de agressão sexual e exploração. Os promotores romenos, que podem solicitar a detenção de suspeitos por até 180 dias durante as investigações, obtiveram sucesso ao solicitar a extensão da detenção por mais 30 dias após a concessão de uma extensão semelhante no início deste mês.
A 31 de Março de 2023, Tate foi transferido para prisão domiciliária , depois de um tribunal romeno ter anulado o pedido do Ministério Público para o manter sob custódia policial até ao final de Abril.
No dia 4 de agosto do mesmo ano, um tribunal da Romênia decidiu libertar o Tate da prisão domiciliar, onde aguardava julgamento por acusações de tráfico humano e estupro.
No dia 11 de março de 2024, Tate e o seu irmão, Tristan, foram presos na Romênia por suspeitas de crimes sexuais. É a segunda vez que eles são detidos na Romênia.

## Aparição no programa "Big Brother"
Em 2016, enquanto convidado do programa britânico Big Brother, Tate foi criticado por seus comentários homofóbicos e racistas no Twitter. Ele foi retirado do programa após 6 dias, com os produtores mostrando um vídeo aparentemente mostrando ele batendo em uma mulher com um cinto.
Tate e a mulher ambos afirmaram que eram amigos e que as ações no vídeo foram consensuais.

## Kickboxing
Tate foi tricampeão mundial de kickboxing e lutou desde Luton até se aposentar em 2020. Regressou à modalidade combatendo pela Enfusion em Bucareste.